# Merla de Taiwan
La merla de Taiwan (Turdus niveiceps) és un ocell de la família dels túrdids (Turdidae).

## Hàbitat i distribució
Habita el terra dels boscos de l'illa de Taiwan.